# Put-in-Bay (Ohio)
Put-in-Bay es una villa ubicada en el condado de Ottawa en el estado estadounidense de Ohio. En el Censo de 2010 tenía una población de 138 habitantes y una densidad poblacional de 84,44 personas por km².

## Geografía
Put-in-Bay se encuentra ubicada en las coordenadas 41°39′12″N 82°49′3″O / 41.65333, -82.81750. Según la Oficina del Censo de los Estados Unidos, Put-in-Bay tiene una superficie total de 1.63 km², de la cual 1.17 km² corresponden a tierra firme y (28.21%) 0.46 km² es agua.

## Demografía
Según el censo de 2010, había 138 personas residiendo en Put-in-Bay. La densidad de población era de 84,44 hab./km². De los 138 habitantes, Put-in-Bay estaba compuesto por el 100% blancos, el 0% eran afroamericanos, el 0% eran amerindios, el 0% eran asiáticos, el 0% eran isleños del Pacífico, el 0% eran de otras razas y el 0% pertenecían a dos o más razas. Del total de la población el 0% eran hispanos o latinos de cualquier raza.